# Adenophyllum
Adenophyllum Pers. è un genere di piante della famiglia delle Asteracee, diffuso nel Nuovo Mondo.

## Distribuzione e habitat
Le specie di Adenophyllum sono diffuse negli USA, in Messico, a Cuba e in America centrale.

## Tassonomia
Il genere Adenophyllum fa parte della sottotribù Pectidinae, raggruppamento che la classificazione tradizionale colloca all'interno della tribù Heliantheae e che recenti studi filogenetici attribuiscono alle Tageteae.
Il genere comprende le seguenti specie:
- Adenophyllum anomalum (Canby & Rose) Strother
- Adenophyllum appendiculatum (Lag.) Strother
- Adenophyllum aurantium (L.) Strother
- Adenophyllum cooperi (A.Gray) Strother
- Adenophyllum glandulosum (Cav.) Strother
- Adenophyllum porophylloides (A.Gray) Strother
- Adenophyllum porophyllum (Cav.) Hemsl.
- Adenophyllum speciosum (A.Gray) Strother
- Adenophyllum squamosum (A.Gray) Strother
- Adenophyllum wrightii A.Gray